# Poecilanthrax litoralis
Poecilanthrax litoralis är en tvåvingeart som beskrevs av Joseph Hannum Painter och Hall 1960. Poecilanthrax litoralis ingår i släktet Poecilanthrax och familjen svävflugor.
Artens utbredningsområde är Kalifornien. Inga underarter finns listade i Catalogue of Life.